# HD 63752
HD 63752，又名BD-08 2096，SAO 135158、HR 3047，是一颗恒星，视星等为5.61，位于銀經227.95，銀緯8.62，其B1900.0坐标为赤經7h 45m 22.2s，赤緯-8° 8.62′ 52″。